# さいたま市立蓮沼小学校
さいたま市立蓮沼小学校（さいたましりつ はすぬましょうがっこう）は、埼玉県さいたま市見沼区にある公立小学校。

## 沿革
- 1974年（昭和49年）4月1日 - 七里小学校の一部を借りて開校
- 1974年（昭和49年）6月9日 - 校舎完成に伴い移転
- 2001年（平成13年）5月1日 - 大宮市、浦和市、与野市の合併に伴い現校名になる。